# توانمندی
توانمَندی یا مَهارَت یادگیری به نتیجه رساندن و مصرف حداقل زمان و انرژی در انجام کارها است. این توانایی می‌تواند در حوزه مهارتی عمومی یا خاص باشد. برای نمونه در حوزه کار برخی مهارتها همچون مدیریت زمان، کار گروهی و رهبری در تمام کارها یکسان هستند، اما برای هر حوزه‌ای مهارت‌های خاصی در نظر گرفته شده است. امیرعلی ابراهیمی

## واژه
توانمندی واژهٔ معادل وام‌واژه عربی مهارت در فارسی است.